# Incheville
Incheville és un municipi francès situat al departament del Sena Marítim i a la regió de Normandia. L'any 2007 tenia 1.381 habitants.

## Demografia

### Població
El 2007 la població de fet d'Incheville era de 1.381 persones. Hi havia 589 famílies de les quals 163 eren unipersonals (72 homes vivint sols i 91 dones vivint soles), 211 parelles sense fills, 191 parelles amb fills i 24 famílies monoparentals amb fills.
La població ha evolucionat segons el següent gràfic:
Habitants censats

### Habitatges
El 2007 hi havia 656 habitatges, 598 eren l'habitatge principal de la família, 32 eren segones residències i 26 estaven desocupats. 530 eren cases i 125 eren apartaments. Dels 598 habitatges principals, 373 estaven ocupats pels seus propietaris, 219 estaven llogats i ocupats pels llogaters i 6 estaven cedits a títol gratuït; 9 tenien una cambra, 31 en tenien dues, 190 en tenien tres, 187 en tenien quatre i 181 en tenien cinc o més. 347 habitatges disposaven pel capbaix d'una plaça de pàrquing. A 289 habitatges hi havia un automòbil i a 202 n'hi havia dos o més.

### Piràmide de població
La piràmide de població per edats i sexe el 2009 era:
| Homes | Edats   | Dones |
| ----- | ------- | ----- |
| 1     | 95 o +  | 0     |
| 1     | 90 a 94 | 7     |
| 1     | 85 a 89 | 6     |
| 9     | 80 a 84 | 8     |
| 24    | 75 a 79 | 46    |
| 22    | 70 a 74 | 41    |
| 27    | 65 a 69 | 47    |
| 37    | 60 a 64 | 26    |
| 38    | 55 a 59 | 40    |
| 29    | 50 a 54 | 37    |
| 58    | 45 a 49 | 54    |
| 43    | 40 a 44 | 41    |
| 52    | 35 a 39 | 42    |
| 65    | 30 a 34 | 52    |
| 61    | 25 a 29 | 79    |
| 29    | 20 a 24 | 32    |
| 34    | 15 a 19 | 68    |
| 38    | 10 a 14 | 29    |
| 45    | 5 a 9   | 30    |
| 45    | 0 a 4   | 69    |

## Economia
El 2007 la població en edat de treballar era de 895 persones, 639 eren actives i 256 eren inactives. De les 639 persones actives 559 estaven ocupades (320 homes i 239 dones) i 81 estaven aturades (44 homes i 37 dones). De les 256 persones inactives 93 estaven jubilades, 47 estaven estudiant i 116 estaven classificades com a «altres inactius».

### Ingressos
El 2009 a Incheville hi havia 590 unitats fiscals que integraven 1.347 persones, la mediana anual d'ingressos fiscals per persona era de 16.065 €.

### Activitats econòmiques
Dels 38 establiments que hi havia el 2007, 1 era d'una empresa extractiva, 2 d'empreses alimentàries, 7 d'empreses de fabricació d'altres productes industrials, 7 d'empreses de construcció, 2 d'empreses de comerç i reparació d'automòbils, 2 d'empreses de transport, 1 d'una empresa d'hostatgeria i restauració, 1 d'una empresa d'informació i comunicació, 1 d'una empresa financera, 1 d'una empresa immobiliària, 5 d'empreses de serveis, 4 d'entitats de l'administració pública i 4 d'empreses classificades com a «altres activitats de serveis».
Dels 12 establiments de servei als particulars que hi havia el 2009, 1 era una oficina de correu, 1 taller de reparació d'automòbils i de material agrícola, 3 paletes, 3 fusteries, 1 lampisteria, 1 perruqueria i 2 restaurants.
Dels 3 establiments comercials que hi havia el 2009, 1 era una botiga de més de 120 m², 1 una botiga de menys de 120 m² i 1 una fleca.
L'any 2000 a Incheville hi havia 4 explotacions agrícoles.

## Equipaments sanitaris i escolars
El 2009 hi havia una escola elemental.

## Poblacions més properes
El següent diagrama mostra les poblacions més properes.